# Panzerspitzmaus
Die Panzerspitzmaus (Scutisorex somereni), auch Schildspitzmaus genannt, ist eine Säugetierart aus der Familie der Spitzmäuse (Soricidae). Sie unterscheidet sich durch den besonderen Aufbau der Wirbelsäule von allen anderen Säugetieren.

## Beschreibung
Mit einer Kopfrumpflänge von 12 bis 15 Zentimeter und einem sieben bis zehn Zentimeter langen Schwanz und einem Gewicht von bis zu 110 Gramm zählt die Panzerspitzmaus zu den größten Spitzmausarten. Ihr dichtes, raues Fell ist grau gefärbt. Bemerkenswert ist allerdings die Lendenwirbelsäule, bei der die Wirbel nicht nur, wie bei den meisten Wirbeltieren, durch seitliche Fortsätze miteinander verbunden sind, sondern auch durch dorsale (zum Rücken hin liegende) und ventrale (bauchwärts gerichtete) Fortsätze. Dies führt einerseits dazu, dass ihr Rücken äußerst beweglich ist, was ihnen Vorteile bei der Fortbewegung verschafft. Untersuchungen zufolge schaffen sie es, sich in einer Röhre, die kaum größer als das Tier selbst ist, umzudrehen. Zum anderen bewirkt die anatomische Besonderheit eine große Belastbarkeit, so gibt es Berichte, wonach sich ein 80 kg schwerer Mensch barfuß auf das Tier stellen kann, ohne dass dieses Schaden davonträgt.

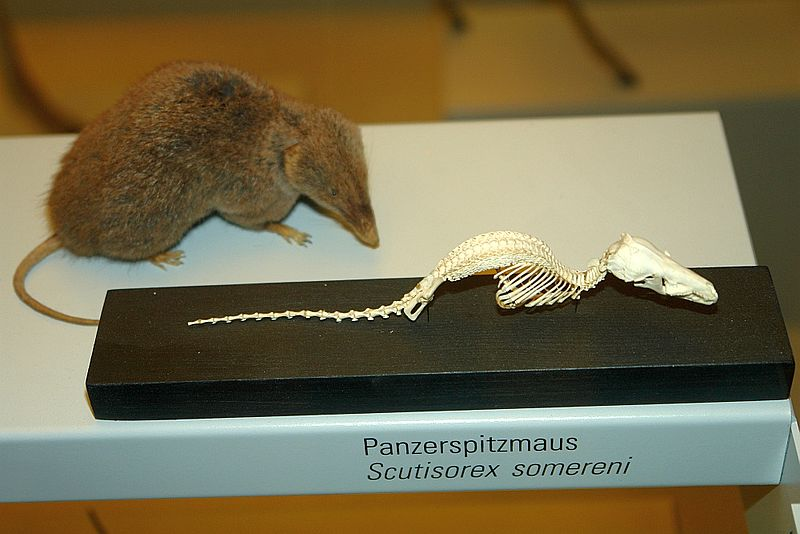
Skelett & Präparat einer Panzerspitzmaus

## Verbreitung

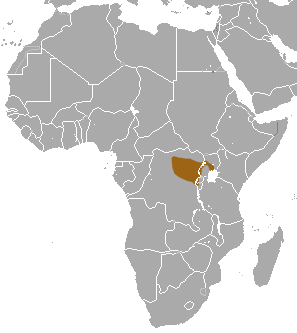
Verbreitung

Panzerspitzmäuse bewohnen sumpfige, wasserreiche Waldgebiete im Norden der Demokratischen Republik Kongo sowie in Uganda und Ruanda.

## Lebensweise
Abgesehen von ihrer Anatomie sind die Panzerspitzmäuse kaum erforscht. Sie dürften keine festen Aktivitätsperioden kennen und sowohl tag- als auch nachtaktiv sein. Mit dem beißend riechenden Sekret von Duftdrüsen markieren sie ihr Territorium. Sie suchen unter Blättern, verfaultem Holz und Steinen nach ihrer Nahrung, die sich aus Insekten, Raupen, Regenwürmern und Aas zusammensetzt. Über ihre Fortpflanzung ist so gut wie nichts bekannt.

## Legenden
Aufgrund der extremen Belastbarkeit dieser Tiere werden ihnen in der Kongo-Region magische Kräfte zugeschrieben, was sich auch in der englischen Bezeichnung „Hero shrew“ widerspiegelt. Laut einem Aberglauben genüge es, ein Fell oder irgendein Körperteil der Panzerspitzmaus bei sich zu tragen, um unverwundbar zu werden. Über Häufigkeit oder Gefährdungsgrad dieser Tiere gibt es keine Angaben.